# Tawa (Dinosaurier)
 Tawa  ist eine Gattung von theropoden Dinosauriern aus der mittleren Obertrias von Nordamerika (215 bis 213 mya).
Alle bekannten Fossilien stammen aus der Chinle-Formation im US-Bundesstaat New Mexico. Die einzige Art ist Tawa hallae, die 2009 von Nesbitt et al. erstmals wissenschaftlich beschrieben und benannt wurde. Der Gattungsname ist ein Hopi-Name für den Pueblo-Sonnengott. Der Artzusatz ehrt die Amateurpaläontologin Ruth Hall, die viele der Fossilien fand, die die Grundlage des „Ghost Ranch Ruth Hall Museum of Paleontology“ bildeten.
2004 wurde ein Teilskelett, und 2006 zwei nahezu vollständige Skelette gefunden. Die Entdeckung dieses frühen Dinosauriers deutet an, dass sich die ersten Dinosaurier auf dem Ur-Kontinent Gondwana im Gebiet des heutigen Südamerika entwickelten und sich von dort aus ausbreiteten.

## Beschreibung

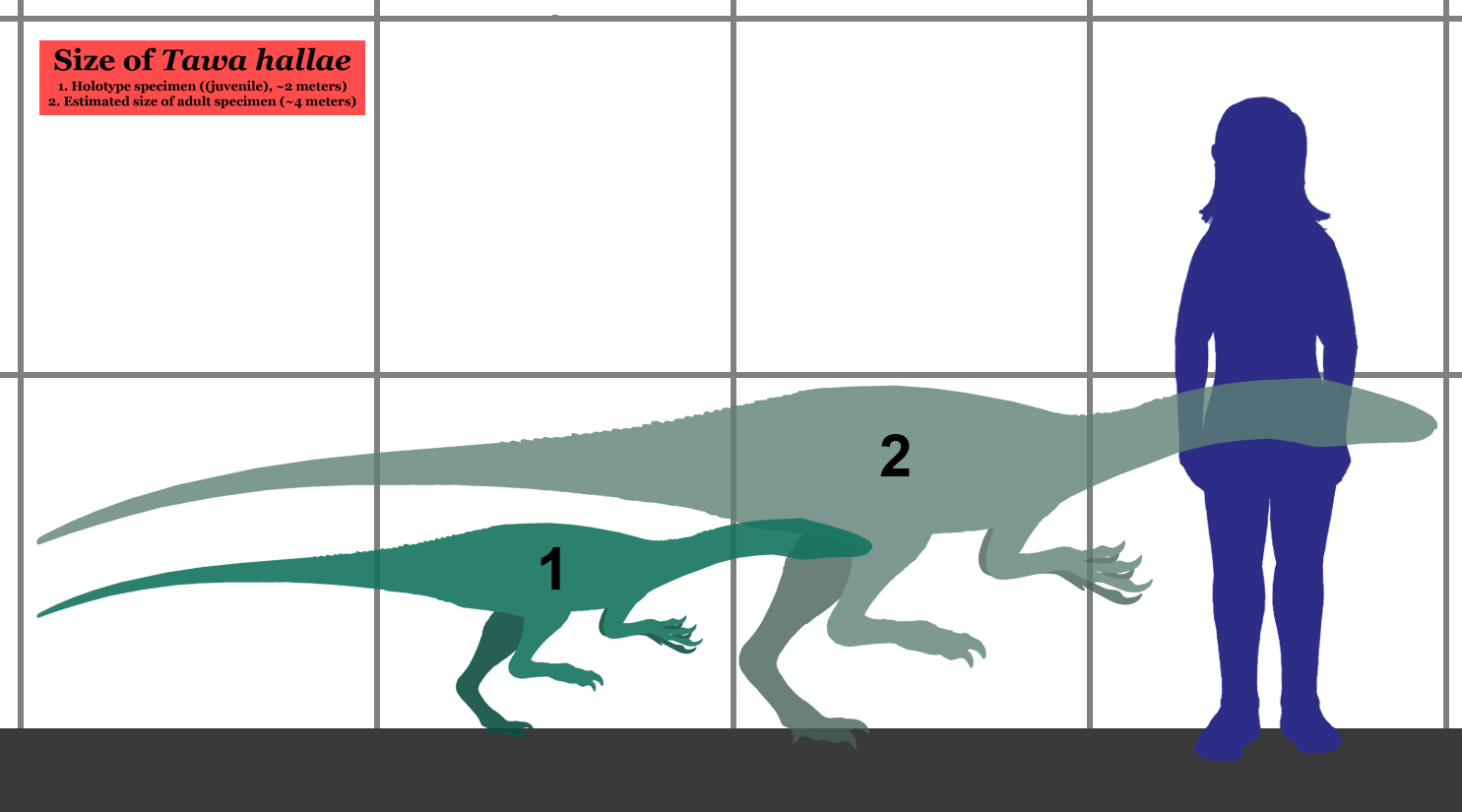
Größenvergleich zwischen Mensch und Jungtier (1) sowie adultem Tier (2)

Das Holotypus stammt höchstwahrscheinlich von einem jungen Tier. Das Zwischenkieferbein sieht den der Coelopysiden ähnlich. Es ist unverzahnt. Der Schädel unterscheidet sich von der der Neotheropoden durch den hohen Oberkiefer, wie in Herrerasaurus. Der schlanke Körper sah ebenfalls denen der Coelophysiden ähnlich. Die Zähne waren klein. Es wird geschätzt, das Tawa ca. 2 Meter lang war.

## Entdeckung
Die Fossilien wurden 2004 in der Ghost Ranch (New Mexico, USA) gefunden. Der Holotypus, katalogisiert als GR 241, ist ein ziemlich vollständiger Schädel und Skelett, dass von einem jugendlichen Tier stammte. In der Ghost Ranch wurden noch mindestens sieben weitere Exemplare, eines dieser Tiere ist ebenfalls fast vollständig. Eine isolierte Femur deutet an, dass die adulten Tiere etwa 30 % größer waren als juvenile Tiere. Studien zeigen, dass die Fossilien von Tawa etwa 215 Millionen Jahre alt sind. Tawa wurde 2009 von einem amerikanischen Paläontologen-Team des American Museum of Natural History unter der Leitung von Sterling J. Nesbitt beschrieben. Die Beschreibung wurde in der Zeitschrift Science veröffentlicht.

## Systematik

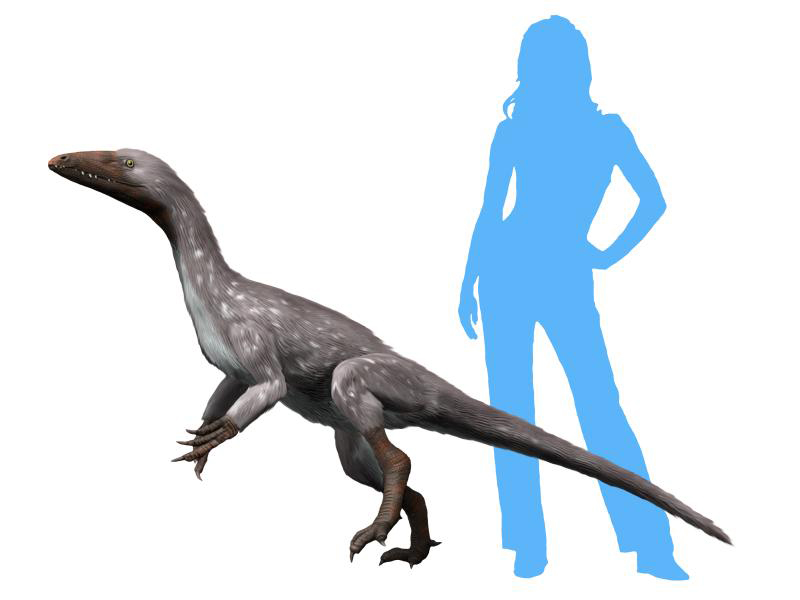
Lebendrekonstruktion

Eine Studie belegte, dass Tawa weiterentwickelt ist als früher bekannte Theropoden, wie Eoraptor oder Herrerasaurus. Tawa wird als Schwestertaxon der Neotheropoda gestellt.
|  | Staurikosaurus                                                 |
|  |                                                                |
|  | \| \| Herrerasaurus \| \| \| \| \| \| Chindesaurus \| \| \| \| |
|  |                                                                |
|  | Herrerasaurus                                                  |
|  |                                                                |
|  | Chindesaurus                                                   |
|  |                                                                |

|  | Herrerasaurus |
|  |               |
|  | Chindesaurus  |
|  |               |

|  | Eoraptor                                              |
|  |                                                       |
|  | \| \| Tawa \| \| \| \| \| \| Neotheropoda \| \| \| \| |
|  |                                                       |
|  | Tawa                                                  |
|  |                                                       |
|  | Neotheropoda                                          |
|  |                                                       |

|  | Tawa         |
|  |              |
|  | Neotheropoda |
|  |              |

|  | Staurikosaurus                                                 |
|  |                                                                |
|  | \| \| Herrerasaurus \| \| \| \| \| \| Chindesaurus \| \| \| \| |
|  |                                                                |
|  | Herrerasaurus                                                  |
|  |                                                                |
|  | Chindesaurus                                                   |
|  |                                                                |

|  | Herrerasaurus |
|  |               |
|  | Chindesaurus  |
|  |               |

|  | Eoraptor                                              |
|  |                                                       |
|  | \| \| Tawa \| \| \| \| \| \| Neotheropoda \| \| \| \| |
|  |                                                       |
|  | Tawa                                                  |
|  |                                                       |
|  | Neotheropoda                                          |
|  |                                                       |

|  | Tawa         |
|  |              |
|  | Neotheropoda |
|  |              |

## Belege
1. ↑  Sterling J. Nesbitt et al.: A complete skeleton of a Late Triassic saurischian and the early evolution of dinosaurs. In: Science. Bd. 326, Nr. 5959, 2009, S. 1530–1533, doi:10.1126/science.1180350, Digitalisat (PDF; 2,2 MB)
2. ↑  Maffly, Brian: New Mexico find sheds light on early dinosaur dispersal (Memento des Originals vom 13. Dezember 2009 im Internet Archive)  Info: Der Archivlink wurde automatisch eingesetzt und noch nicht geprüft. Bitte prüfe Original- und Archivlink gemäß Anleitung und entferne dann diesen Hinweis. 10. Dezember 2009, Salt Lake Tribune
3. ↑  New T. Rex Cousin Suggests Dinosaurs Arose in S. America National Geographic, 10. Dezember 2009
4. ↑  Airhart, Marc (10. Dezember 2009), "New Meat-Eating Dinosaur Alters Evolutionary Tree", Jackson School of Geosciences
5. ↑  Harmon, Katherine (10. Dezember 2009): "Newly Discovered T. Rex Relative Fleshes Out Early Dino Evolution"